# Un prince à New York 2
Série
Un prince à New York
(1988)
Pour plus de détails, voir Fiche technique et Distribution.
Un prince à New York 2 (Coming 2 America) est un film américain réalisé par Craig Brewer, sorti en 2021.
Il s'agit de la suite du film Un prince à New York de John Landis (1988), sortie 33 ans après le premier film. Il met en vedette Eddie Murphy, Arsenio Hall, Wesley Snipes et Morgan Freeman.

## Synopsis
Le prince Akeem Joffer fête ses 30 ans de mariage avec Lisa McDowell. Le couple a eu trois filles, mais aucun garçon : Le Trône de Zamunda est donc sans héritier après Akeem, et menacé par le pays frontalier du Voisiland (Nexdoria en VO), mené par le rancunier général Izzi : En effet, ce dernier en veut personnellement à Akeem d'avoir refusé d'épouser sa sœur Imani, pourtant promise au roi trente ans plus tôt.
Son père étant mourant, Akeem est sur le point d'hériter du Trône de Zamunda. Il va alors découvrir qu'il a un bâtard, un certain Lavelle, conçu lors de son voyage à New York et vivant aujourd'hui dans le Queens. Honorant la dernière volonté de son père, Akeem retourne aux États-Unis avec son fidèle acolyte Semmi, dans l'espoir de trouver et légitimer le prochain héritier du Trône de Zamunda.

## Fiche technique
Sauf indication contraire, les informations mentionnées dans cette section peuvent être confirmées par la base de données cinématographiques IMDb,  présente dans la section « Liens externes ».
- Titre original : Coming 2 America
- Titre français : Un prince à New York 2
- Réalisation : Craig Brewer
- Scénario : Kenya Barris, Barry W. Blaustein et David Sheffield, d'après l'histoire de Barry W. Blaustein, Justin Kanew et David Sheffield, basée sur les personnages créés par Eddie Murphy
- Musique : Jermaine Stegall
- Direction artistique : Kristen Sherwin et Thomas Valentine
- Décors : Jefferson Sage
- Costumes : Ruth E. Carter
- Photographie : Joe Williams
- Montage : Billy Fox
- Production : Kevin Misher
  - Production déléguée : Bradley J. Fischer, Michele Imperato et Brian Oliver
  - Production associée : Justin Kanew
- Sociétés de production : Eddie Murphy Productions, Misher Films, New Republic Pictures et Paramount Pictures
- Sociétés de distribution : Amazon Studios (États-Unis) / Paramount Pictures (globale)
- Pays de production :  États-Unis
- Langue originale : anglais
- Format : couleur
- Genre : Comédie
- Durée : 110 minutes[1]
- Dates de sortie (sur Prime Video) : 
  - États-Unis, Canada : 4 mars 2021[2]
  - France : 5 mars 2021[3]

## Distribution
- Eddie Murphy (VF : Christophe Peyroux) : le roi Akeem Joffer / Randy Watson / Clarence / Saul
- Arsenio Hall (VF : Frantz Confiac) : Semmi / le révérend Brown / Morris / Baba
- Jermaine Fowler (en) (VF : Diouc Koma) : Lavelle Junson
- Leslie Jones (VF : Céline Ronté) :  Mary Junson, la mère de Lavelle
- Tracy Morgan (VF : Mohad Sanou) : Reem, l'oncle de Lavelle
- KiKi Layne (VF : Amélia Ewu) : la princesse Meeka Joffer
- Shari Headley (VF : Maïk Darah) : la reine Lisa Joffer
- Wesley Snipes (VF : Thierry Desroses) : le général Izzi
- James Earl Jones (VF : Saïd Amadis) : le roi Jaffe Joffer, le père d'Akeem
- Teyana Taylor : Bopoto Izzi
- Bella Murphy : la princesse Omma Joffer
- Akiley Love : la princesse Tinashe Joffer
- Paul Bates : Oha
- John Amos (VF : Jean-Paul Pitolin) : Cleo McDowell
- Louie Anderson (VF : Jérôme Wiggins) : Maurice
- Rotimi (VF : Sourou Ouadodji) : Idi Izzi, le fils du général Izzi
- Vanessa Bell Calloway : Imani Izzi
- Nomzamo Mbatha (VF : Déborah Claude) : Mirembe
- Clint Smith : Sweets, le barbier
- Luenell Campbell (VF : Virginie Emane) : Livia
- Garcelle Beauvais : Grace
- Colin Jost (VF : Mathias Kozlowski) : M. Duke
- Rick Ross (VF : Sourou Ouadodji) : le lieutenant du général Izzi
- Trevor Noah : le journaliste de la chaîne Zamunda News Network
- Morgan Freeman (VF : Benoît Allemane) : lui-même
- Davido : lui-même
- Dikembe Mutombo : lui-même
- Terry Ellis : elle-même (comme membre d'En Vogue)
- Rhona Bennett : elle-même (comme membre d'En Vogue)
- Cindy Herron-Braggs : elle-même (comme membre d'En Vogue)
- Cheryl James : elle-même (comme membre de Salt-N-Pepa)
- Sandra Denton : elle-même (comme membre de Salt-N-Pepa)
- Gladys Knight : elle-même
- John Legend : lui-même
  - Voix additionnelles : Jean-Baptiste Anoumon

 Source et légende : version française (VF) sur RS Doublage et Europe 1

## Production

### Genèse et développement
En janvier 2017, on annonce qu'une suite du film Un prince à New York de John Landis est en développement. Kevin Misher produit le film, écrit par David Sheffield et Barry W. Blaustein, les scénaristes du film original. Cependant, la participation des acteurs Eddie Murphy et Arsenio Hall n'est pas assurée.
En janvier 2019, Eddie Murphy est confirmé, alors que Craig Brewer obtient le poste de réalisateur. Ils font à nouveau équipe après Dolemite Is My Name pour Netflix. Arsenio Hall, Shari Headley, John Amos, Paul Bates et James Earl Jones reprennent leurs personnages du premier film. Le même mois, Wesley Snipes, Leslie Jones et le rappeur Rick Ross rejoignent la distribution,.
En août 2019, Nomzamo Mbatha, Jermaine Fowler (en), Tracy Morgan, KiKi Layne, Luenell viennent également s'ajouter au casting. Peu après, Louie Anderson, Vanessa Bell Calloway et Garcelle Beauvais sont aussi confirmés pour reprendre leur rôle du premier film,.
En décembre 2019, Morgan Freeman et Bella Murphy rejoignent la distribution mais le rôle qu'ils occuperont n'est pas dévoilé.

### Tournage
Le tournage a lieu à Atlanta en Géorgie, en août 2019,. Il a également lieu à New York.

## Sortie et accueil
Le film devait initialement sortir en salles le 18 décembre 2020 aux États-Unis, distribué par Paramount Pictures. Le 20 novembre 2020, en raison de la pandémie de Covid-19 et de la fermeture de la plupart des salles américaines, la sortie du film est officiellement annoncée sur la plateforme Prime Video sans divulguer de date. Le film est ensuite rendu disponible à partir du 4 mars 2021 aux États-Unis et le 5 mars 2021 en France sur Prime Video.

## Récompenses et distinctions

### Nominations
- Oscars 2022 : Meilleurs maquillages et coiffures